# فرانسیس جیمز سیسیل بووز-لیون
فرانسیس جیمز سیسیل بووز-لیون (انگلیسی: James Bowes-Lyon؛ ۱۹ سپتامبر ۱۹۱۷ – ۱۸ دسامبر ۱۹۷۷) فرد نظامی اهل بریتانیا بود. وی همچنین برندهٔ جوایزی همچون صلیب نظامی شده‌است.